# محمد خوش‌چهره
محمد خوش‌چهره (زادهٔ ۱۳۳۲) اقتصاددان و سیاستمدار ایرانی است که‌ استاد دانشکده اقتصاد دانشگاه تهران است. وی نماینده اصولگرای تهران در دوره هفتم مجلس شورای اسلامی بوده‌است. 
خوش‌چهره دارای دکترای تخصصی توسعه و برنامه‌ریزی اقتصادی از دانشگاه استرثکلاید انگلستان است. او عضو هیئت‌علمی دانشکده اقتصاد دانشگاه تهران است که در مهرماه سال ۱۳۸۹ به جمع استادان بازنشسته شده در دوران احمدی‌نژاد پیوست. این اقتصاددان از استادان شناخته‌شده درس «توسعه» در دانشگاه‌های مختلف است و بیش از ۱۰ سال سابقه تدریس در دوره دکتری مدیریت استراتژیک دارد و علاوه بر دانشگاه تهران سابقه تدریس در دانشگاه‌های شهید بهشتی، امام حسین، الزهرا و دانشگاه عالی دفاع ملی را نیز در کارنامه خود دارد. خوش‌چهره در کمیته تدوین استراتژی IPU در ژنو - بین‌المجالس (سازمان تجارت جهانی WTO) و اتحادیه جهانی مناطق آزاد (پردازش صادرات) WAEPZ عضویت علمی داشته و عضویت در کمیته نخبگان اقتصاد ایران و هیئت مؤسس انجمن اسلام و توسعه از سوابق وی است. سرپرستی مؤسسه توسعه و تحقیقات اقتصادی دانشگاه تهران، عضویت در شورای پژوهشی دانشگاه تهران، عضویت در شورای مرکزی پارک علمی و فناوری دانشگاه تربیت مدرس و عضویت در شورای سیاست گذاری پژوهشی مرکز پژوهش‌های مجلس شورای اسلامی از دیگر سوابق وی است. 

## زندگیِ سیاسی
وی که یکی از چهره‌های شاخص طیف موسوم به اصولگراست،  در انتخابات نهم ریاست جمهوری به‌طور رسمی از محمود احمدی‌نژاد حمایت کرد، ولی در انتخابات دهم اعلام داشته که در صف هواداران احمدی‌نژاد نیست.
وی گفت: 
در جریان انتخابات اخیر، هر چهار نامزد انتخاباتی با من تماس‌هایی داشتند؛ اما من ترجیح دادم که وارد جریان انتخابات به این شکل نشوم
پس از انتخابات ریاست جمهوری ایران در سال ۲۰۰۵، محمد خوش چهره یکی از بزرگترین منتقدان محمود احمدی‌نژاد در مجلس بود.
خوش‌چهره یک کارشناس اقتصادی است که دو شب پیش از انتخابات نهم در مناظره تلویزیونی به نیابت از جانب احمدی‌نژاد ظاهر شد و در مقابل محمدباقر نوبخت نماینده هاشمی رفسنجانی ظاهر شد و همان‌طور که در سال‌های پیشین از کارکرد اقتصادی اکبر هاشمی رفسنجانی، رئیس‌جمهور پیشین، انتقاد می‌کرد برنامه‌های اقتصادی او را به چالش کشید. این نقدها بعدها حمایت از احمدی‌نژاد تلقی شد اما خوش چهره بارها تأکید کرد که احمدی‌نژاد برنامه ای نداشته و وی برنامه‌های اقتصادی خودش را پیشنهاد داده‌است.

وی گفت: 
من آن زمان در مورد تبیین دیدگاه‌هایی که اقتصاد باید چگونه باشد حرف زدم. اما متأسفانه انحرافاتی بین شعارهای انتخاباتی و آنچه در عمل شد صورت گرفت

 وی ظرف دو ماه پس از پیروزی احمدی‌نژاد در انتخابات و مدتی پیش از ارائه لیست وزیران پیشنهادی احمدی‌نژاد به مجلس هفتم به یکی از جدی‌ترین منتقدان وی تبدیل شد اما با مخالفت‌هایی زیادی دربرابر اندیشه‌های خود در مجلس روبرو شد. 
«سعی اکثریت مجلس بر این بود که سیاست‌های دولت را توجیه کند ومجلس به جای اینکه وکیل ملت باشد، وکیل دولت بود و در این مجلس انتقاد در هر زمینه‌ای را به معنای تضعیف دولت می‌گرفتند و با آن برخورد می‌کردند.»

خوش‌چهره اخیراً گفت 
«خیلی زود فهمیدم که با اهداف آقای احمدی‌نژاد مثل عدالت موافق هستم ولی با سیاست‌های او موافق نیستم. اولین انتقاد من این بود که شما نمی‌توانید کشور را به‌صورت پروژه ای اداره کنید. باید برنامه و پلن جامع داشته باشید.»

او با اشاره به سیاست اقتصادی و خارجی گفت: 
از ایشان هیچ برنامه‌ای ندیدم. او می‌خواهد کشور را با پروژه‌های خیریه مانند وام دادن اداره کند.
خوش‌چهره یکی از نسل‌های جدید از سیاستمداران است که نه در انقلاب اسلامی ۱۹۷۹ و نه در جنگ با عراق شرکت داشته‌است. برخلاف برخی از روحانیون محزون یا محافظه کاران اسلامی، او به راحتی می‌خندد، پیراهن آستین کوتاه می‌پوشد و کمربند مشکی جودو می‌بندد. در قفسه کتابی در دفتر وی در دانشکده اقتصاد دانشگاه تهران، او ده‌ها جلد کتاب دربارهٔ تئوری‌های اقتصادی و همچنین داستان‌هایی مانند ترجمه فارسی «صد سال تنهایی» اثر گابریل گارسیا مارکز دارد.
ولی خوش‌چهره از علی خامنه‌ای، رهبر ایران که در مورد تمام مسائل ایران فصل‌الخطاب است، با نهایت احترام یاد می‌کند. او خود را یک اصول گرا می‌خواند که اکنون به دو دسته طرفداران و منتقدان از وی تقسیم شده‌اند.
خوش‌چهره یکی از منتقدان بودجه احمدی‌نژاد در مجلس در فوریه گذشته  بود. او گفت بودجه مزبور به رئیس‌جمهور اجازه می‌دهد به ازای ۱۵ میلیارد دلار برای برنامه چهار ساله کشور، ۶۵ میلیارد دلار از درآمدهای نفتی را برداشت کند. او هشدار دارد که سیاست‌های اقتصادی احمدی‌نژاد منجر به تورم شده و فقرا را فقیرتر و اغنیاء را غنی تر ساخته‌است.

وی در مصاحبه اخیر نسبت به نگرش مقابله جویانه احمدی‌نژاد در مورد سیاست خارجی ابراز نگرانی کرد. او گفت: 
امکان دارد این نگرش در کوتاه مدت نتیجه بخش باشد ولی این یک سیاست خارجی صحیح نیست.
به نظر کارشناسان، خوش‌چهره بخشی از طبقه جدیدی از سیاستمداران است که به خاطر نیاز به سر و کار داشتن با واقعیات حکومتی، به عنوان اعضای مجلس، میانه رواست.

حمید رضا جلایی پور، یک جامعه‌شناس و سیاستمدار اصلاح طلب پیشین، گفت 
این افراد با تقاضاهای فزاینده مردم مواجه هستند. آقای خوش چهره تحصیلکرده‌است و تشخیص می‌دهد که باید اهل عمل باشد. او شعارهای عوام پسندانه سر نمی‌دهد.

### انتخابات ریاست‌جمهوری ۱۴۰۳
خوش‌چهره ۱۱ خرداد ۱۴۰۳ در انتخابات زودهنگام ریاست‌جمهوری ثبت‌نام کرد.

## حاشیه‌ها
خوش چهره در اظهار نظری جالب، در مورد غیبت جهانگیری در جلسه اقتصاددانان با روحانی گفت: «احتمالاً او سرما خورده و در جلسه حضور پیدا نکرده‌است.»